# Великая Камышеватка
Великая Камышеватка (укр. Велика Комишуватка, до 2025 года — Растущее) — посёлок,
Степненский сельский совет,
Запорожский район,
Запорожская область,
Украина.
Код КОАТУУ — 2322188602. Население по переписи 2001 года составляло 139 человек.

## Географическое положение
Посёлок Растущее находится в 1-м км от левого берега реки Мокрая Московка,
ниже по течению примыкает город Запорожье.
По селу протекает пересыхающий ручей с запрудой.
Через село проходит железная дорога, станция Растущая.

## История
- 1946 год — дата основания.